# Deodato Scaglia
Deodato Scaglia OP (* 29. April 1592 in Brescia; † 9. März 1659 in Alessandria) war ein italienischer katholischer Bischof.

## Leben
Deodato Scaglia war der Sohn von Camillo Zanucchi und Innocenza, der Schwester von Kardinal Desiderio Scaglia. Er studierte in Bologna und erwarb den Grad eines magister sacrae theologiae. Vom 19. Januar 1626 bis 1644 war er Bischof von Melfi und Rapolla und vom 18. April 1644 bis zu seinem Tod Bischof von Alessandria.
Er schrieb ein inquisitorisches Handbuch, die Prattica di procedere con forma giudiciale nelle cause appartenenti alla Santa Fede (Titel identisch mit dem von seinem Onkel, dem Kardinal, veröffentlichten Handbuch), gefolgt von der Theoria di procedere tanto in generale, quanto in particolare ne’ casi appartenenti alla Santa Fede. Die Texte, datiert mit 1637 und 1639, sind als Manuskripte erhalten geblieben.